# Hercule Poirot
Hercule Poirot ou simplesmente Poirot é um grande detetive fictício e protagonista da maioria dos livros de Agatha Christie , um dos mais famosos detetives da ficção policial. Um grande número das obras onde Poirot aparece se tornaram filmes, séries de televisão, rádio e teatro. Foi vivido no cinema por Albert Finney, por Sir Peter Ustinov e por Kenneth Branagh e na série televisiva por David Suchet.
O detetive aparece em mais de 40 romances de Agatha Christie e protagoniza desde 1989 a série britânica Agatha Christie's Poirot onde é interpretado por David Suchet.

## Personalidade
De nacionalidade belga (embora muitos o julguem francês), Poirot é uma personagem extremamente extravagante, não é nada modesto, e está sempre se gabando da forma como usa as suas células cinzentas. Possui um grande e belo bigode que é o que melhor o identifica, e tem sempre uma aparência elegante e impecável. O seu nome é deliberadamente absurdo, pois Hercule relembra o herói Hércules da mitologia grega, porém o detetive é um homem pequeno. O sobrenome Poirot tem origem em poireau , que em francês significa alho-porro ou verruga. O personagem apareceu pela primeira vez em 1921, no romance "O misterioso caso de Styles" (The mysterious affair of Styles).
Poirot é um grande fã da ordem e do método, daí estar sempre impecavelmente vestido. Por vezes, em determinadas situações, apresenta comportamentos que podem ser identificados como "rabugentos". Costuma dizer ao seu amigo Hastings que: "o seu crime de sonho seria realizado com ordem e método" e acredita que "se houvesse um criminoso assim, seria impossível, incluindo o próprio Hercule Poirot, descobrir o verdadeiro culpado".

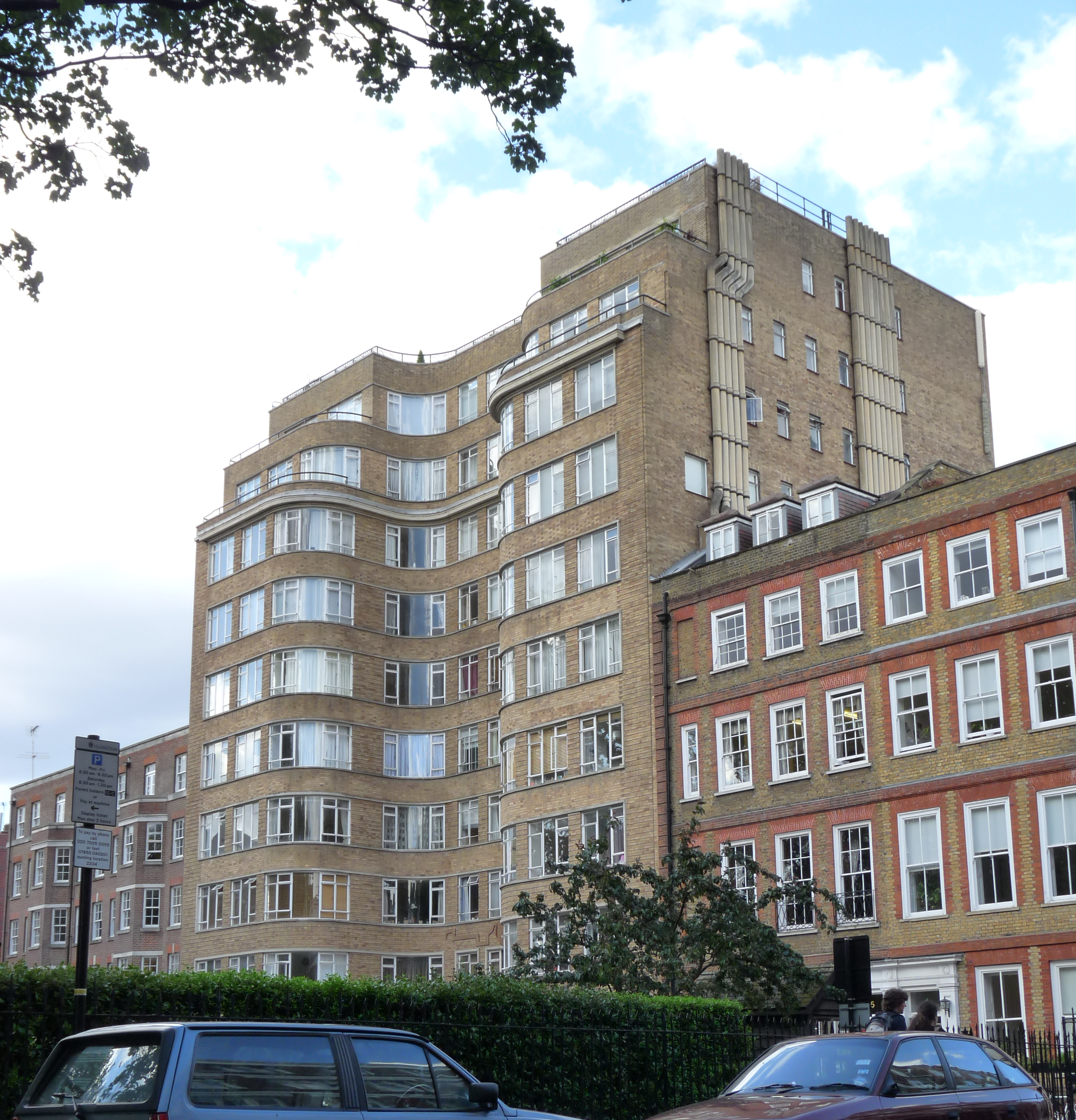
Florin Court também chamado de Whitehaven Mansions, a morada fictícia de Poirot.

Ao contrário dos outros grandes detetives da Scotland Yard, Poirot diz que pode resolver um crime estando "apenas sentado na sua poltrona". Ele compara os seus colegas a "cães de caça humanos", pois eles usam as pequenas pistas no chão, as pegadas e as impressões digitais como método de trabalho; enquanto que Poirot usa, como único meio, a psicologia humana e o que ele chama de "pequenas células cinzentas". Não é um detetive de ação, mas meramente dedutivo, que para resolver seus crimes prefere interrogar todos os envolvidos, porém muitas vezes precisa investigar, a pedido de Hastings ou por extrema necessidade.
Poirot diz que a mente humana não tem nenhuma originalidade, pois quando um criminoso comete um crime, o seu método psicológico é sempre o mesmo, o detetive também acrescenta a isso o fato de "conhecer a natureza humana".
Nos livros de Agatha Christie, Poirot vive na Farraway Street, 14, onde está localizado o Florin Court, mais conhecido como Whitehaven Mansions.

## Descrição do personagem
"Altura, um metro e sessenta e dois; a cabeça, do formato de um ovo, ligeiramente inclinada para um lado; olhos de um verde brilhante quando excitado; espesso bigode hirsuto como costumam usar os oficiais do Exército; uma pose de grande dignidade; e uma bela bengala."

## A morte de Poirot
Para evitar que continuassem a explorar seu personagem depois de sua morte, Agatha Christie decidiu matar Poirot em um romance escrito na década de 1940, mas que, segundo ordens expressas suas, só deveria ser publicado após sua morte.
Por essa razão, Cai o pano somente foi lançado em 1975. A ação já começa com Poirot doente e sua morte fecha a trama. Uma despedida dupla, da criatura e de sua criadora.
Porém Sophie Hannah, fez um livro (Os Crimes do Monograma) com a autorização da família de Agatha Christie para colocar Poirot nesse livro. Em 2016 publicou um segundo livro Closed Casket com Poirot.

## Participação em livros
1. The Mysterious Affair at Styles (1920)
2. The Murder on the Links (1923)
3. Poirot Investigates (1924)
4. The Murder of Roger Ackroyd (1926)
5. The Big Four (1927)
6. The Mystery of the Blue Train (1928)
7. Black Coffee (1930 - peça de teatro adaptada em 1997)
8. Peril at End House (1932)
9. Lord Edgware Dies (1933)
10. Murder on the Orient Express (1934)
11. Three Act Tragedy (1935)
12. Death in the Clouds (1935)
13. The A.B.C. Murders (1936)
14. Murder in Mesopotamia (1936)
15. Cards on the Table (1936)
16. Death on the Nile (1937)
17. Dumb Witness (1937)
18. Murder in the Mews (1937)
19. Appointment with Death (1938)
20. Hercule Poirot's Christmas (1938)
21. One, Two, Buckle My Shoe (1940)
22. Sad Cypress (1940)
23. Evil Under the Sun (1941)
24. Five Little Pigs (1942)
25. The Hollow (1946)
26. The Labours of Hercules (1947)
27. Taken at the Flood (1948)
28. Mrs. McGinty's Dead (1952)
29. After the Funeral (1953)
30. Hickory Dickory Dock (1955)
31. Dead Man's Folly (1956)
32. Cat Among the Pigeons (1959)
33. The Adventure of the Christmas Pudding (1960)
34. The Clocks (1963)
35. Third Girl (1966)
36. Hallowe'en Party (1969)
37. Elephants Can Remember (1972)
38. Poirot's Early Cases (1974)
39. Curtain (1975 - escrito durante os anos 1940)
40. The Monogram Murders (2014) - escrito por Sophie Hannah
41. Closed Casket (2016) - escrito por Sophie Hannah

## Séries baseadas no personagem
- Agatha Christie's Poirot, Exibida pela ITV, produzida na Inglaterra no formato de Série
- Agatha Christie no Meitantei Poirot to Marple, exibida pela NHK, produzida no Japão em estilo de série Animê